# Bleptina fasciata
Bleptina fasciata är en fjärilsart som beskrevs av Paul Dognin 1914. Bleptina fasciata ingår i släktet Bleptina och familjen nattflyn. Inga underarter finns listade i Catalogue of Life.